# Acanthurus leucopareius

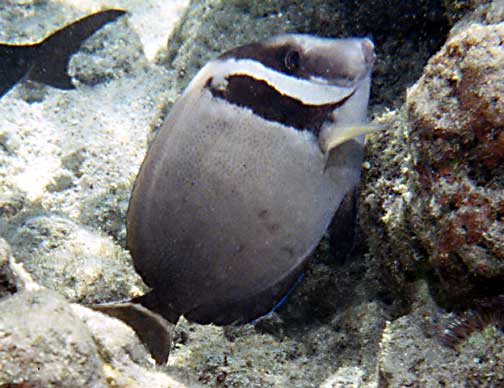

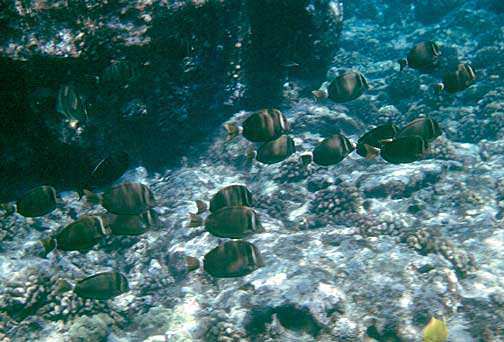
Grupo de A. leucopareius buscando "pastos"

Acanthurus leucopareius es un pez cirujano marino, de la familia Acanthuridae. Su nombre común en inglés es Whitebar surgeonfish, o pez cirujano de barra blanca, debido a la distintiva barra blanca que tiene detrás del ojo, junto a otra negra, que hace destacar aún más a aquella. Es una especie muy común en Hawái.

## Descripción
Posee la morfología típica de su familia, cuerpo comprimido lateralmente y ovalado. La boca es pequeña, protráctil y situada en la parte inferior de la cabeza. El hocico es grande. Tiene 9 espinas y 25 a 27 radios blandos dorsales; 3 espinas y entre 23 y 25 radios blandos anales; 16 radios pectorales; 15 a 18 branquiespinas anteriores y 18 a 21 branquiespinas posteriores. Un ejemplar de 38 mm tiene 8 dientes en la mandíbula superior y 10 en la inferior, con 197 mm de largo tiene 16 en la superior y 20 en la inferior.
Como todos los peces cirujano, de ahí les viene el nombre común, tiene 2 espinas extraíbles en el pedúnculo caudal, que las usan para defenderse o dominar. 

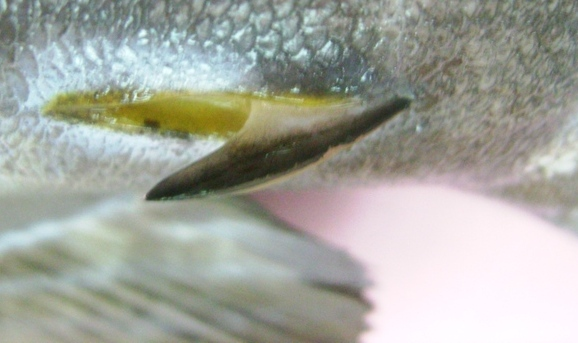
Espina del pedúnculo caudal
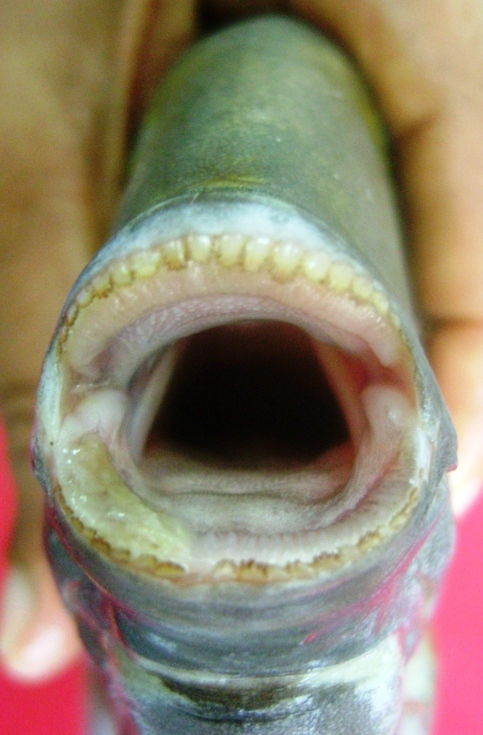
Detalle de dentadura herbívora de la especie emparentada Acanthurus xanthopterus

El color base del cuerpo es marrón, en ocasiones grisáceo, y se pueden ver en él líneas irregulares de puntos pálidos azulados. Detrás del ojo tiene una barra blanca distintiva, junto a otra adyacente negra, que van desde el nacimiento de la aleta dorsal hasta la aleta pélvica. Las aletas dorsal, anal y caudal son amarillentas. La aleta caudal tiene una franja blanca en su nacimiento.
Alcanza los 25 cm de largo.

## Hábitat y distribución
Es una especie bentopelágica, que frecuenta zonas con sustratos rocosos y expuestas a oleaje en arrecifes. Los adultos forman "escuelas" normalmente y los juveniles son reservados y solitarios, habitando zonas superficiales. 
Su rango de profundidad es entre 1 y 85 m. Su rango de temperatura es tropical, entre  22.36 y 27.30 °C.
Se distribuye por el océano Pacífico. Es especie nativa de Chile (Isla de Pascua); China; Islas Cook; Guam; Hawái; Hong Kong; Japón; Macao; Nueva Caledonia; Islas Marianas del Norte; Polinesia; Pitcairn y Taiwán. También se localiza en Yibuti.

## Alimentación
Se alimenta principalmente de algas filamentosas. Está clasificado como herbívoro. Ramonea en grandes agrupaciones, a veces mezclado con grupos de A. triostegus, para romper las defensas territoriales de peces damisela u otros "peces cirujanos".

## Reproducción
No presentan dimorfismo sexual aparente, salvo en el cortejo, en el que los machos varían su coloración. Son ovíparos y de fertilización externa. No cuidan a sus crías. Forman agregaciones para desovar.
Los huevos son pelágicos, de 1 mm de diámetro, y contienen una gotita de aceite para facilitar la flotación. En 24 horas, los huevos eclosionan larvas pelágicas translúcidas, llamadas Acronurus. Son plateadas, comprimidas lateralmente, con la cabeza en forma de triángulo, grandes ojos y prominentes aletas pectorales. Cuando alcanzan entre 33 a 34 mm de largo, se produce la metamorfosis del estado larval al juvenil. Al hacerlo, mutan su color plateado a la coloración juvenil, y las formas de su perfil se redondean.